# Nigel Priestley

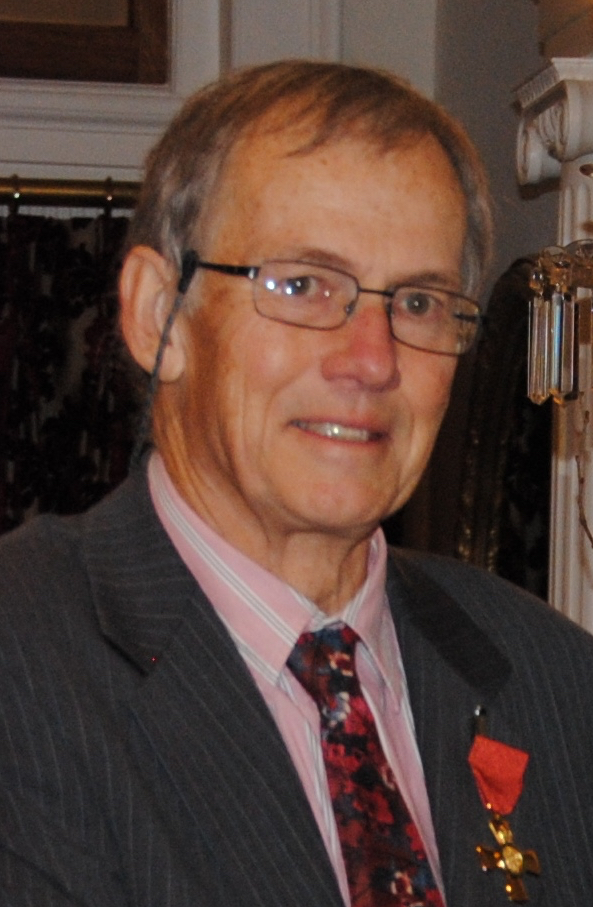
Nigel Priestley

Nigel Priestley (* 21. Juli 1943 in Wellington; † 23. Dezember 2014 in Christchurch) war ein neuseeländischer Bauingenieur, bekannt für Forschung zu Erdbeben-sicherem Bauen.
Priestley besuchte 1956 bis 1959 das Wellington Technical College und studierte danach Bauingenieurwesen an der University of Canterbury, an der er 1966 promoviert wurde (Moment redistribution in prestressed concrete continuous beams). Danach leitete er bis 1975 das Structures Laboratory des Bauministeriums in Lower Hutt. 1976 wurde er Senior Lecturer und später Reader an der University of Canterbury. Dort arbeitete er mit Thomas Paulay (insbesondere bei Mauerwerk-Bauten) und Robert Park über erdbebensicheres Bauen zusammen und Stahlbetonbau. Außerdem war er beratender Ingenieur bei vielen Eisenbahnbrücken und Industriebauten in Neuseeland. 1985/86 war er Präsident der New Zealand Society for Earthquake Engineering. 1987 bis 2000 war er Professor an der University of California, San Diego. Er befasste sich dort insbesondere mit Auslegung von Betonbrücken für Erdbeben und beriet das California Department of Transportation in verschiedenen Komitees in der Nachfolge der großen Erdbeben von 1989 (Loma Prieta Erdbeben) und 1994 (Northridge-Erdbeben), insbesondere zur Beurteilung der Sicherheit beschädigter Brücken und Vorschläge zur Verstärkung von Brücken gegen Erdbeben. Die Erdbeben zeigten vor allem eine Gefährdung der Stahlbetonsäulen bei vielen Brücken, die danach mit Stahl-Manschetten verstärkt wurden. 2001 wurde er emeritiert.
Ab 1987 hatte er auch ein eigenes Ingenieurbüro (Sequad, dann Priestley Structural Engineering).
Er entwickelte die PRESSS (precast seismic structural system) Methode für den Entwurf von erdbebensicheren Betonbauten. Priestley entwickelte auch die ersten auf Verschiebungen statt auf Kräften basierenden Entwurfsmethoden im Erdbeben-Ingenieurwesen, dargestellt in einem Buch mit Gian Michele Calvi und Mervyn Kowalsky.
Er war mit Gian Michele Calvi Mitgründer der European School for Advanced Studies in Reduction of Seismic Risk (ROSE School) in Pavia und 2002 bis 2008 dessen Ko-Direktor.
Nach dem Erdbeben in Canterbury 2010 und dem in Christchurch 2011 war er in verschiedenen Untersuchungskommissionen.
2010 erhielt er den Freyssinet-Medaille. Er war Ehrendoktor der ETH Zürich und der Universität Cuyo in Argentinien, war Fellow der Royal Society of New Zealand und des American Concrete Institute, von denen er 1984 und 1989 den Raymond C. Reeves Award erhielt. 1973 erhielt er die Fulton Goldmedaille der Institution of Professional Engineers New Zealand (IPENZ), deren Fellow er war. 2014 wurde er Officer of the New Zealand Order of Merit.

## Schriften
- mit Tom Paulay: Seismic Design of Concrete and Masonry Buildings, Wiley 1992
- mit Frieder Seible, Gian Michele Calvi: Seismic Design and Retrofit of Bridges with Frieder Seible and Gian Michele Calvi, Wiley 1996
- mit Gian Michele Calvi, Mervyn Kowalsky: Displacement-Based Seismic Design of Structures, Pavia: IUSS Press 2007